# Lontras
Lontras este un oraș în Santa Catarina (SC), Brazilia.